# Túnel do Baptista Russo
Der Túnel do Baptista Russo ist ein Straßentunnel an der Grenze der Stadtgemeinden Olivais und Marvila der portugiesischen Hauptstadt Lissabon.
In dem Tunnel unterquert die Einfallstraße Avenida Infante D. Henrique kreuzungsfrei die Avenida Marechal Gomes da Costa. Seinen Namen übernahm er von der zuvor an dieser Stelle angelegten Rotunda do Baptista Russo.
Der Bau des Tunnels war ursprünglich für die Weltausstellung Expo 98 vorgesehen, verzögerte sich aber um sechs Jahre. Schließlich wurde im April 2004 mit den Bauarbeiten begonnen. Am 18. Dezember 2005 weihte António Carmona Rodrigues, der Präsident der Câmara Municipal von Lissabon, den Tunnel ein.
Gebaut wurde eine etwa 355 Meter lange Passage, von der 105,5 Meter untertunnelt sind. Der Rest sind Zufahrtsrampen. Die Baukosten beliefen sich auf 5.363.784 Euro.